# Lista najdłużej pełniących urząd przywódców państw

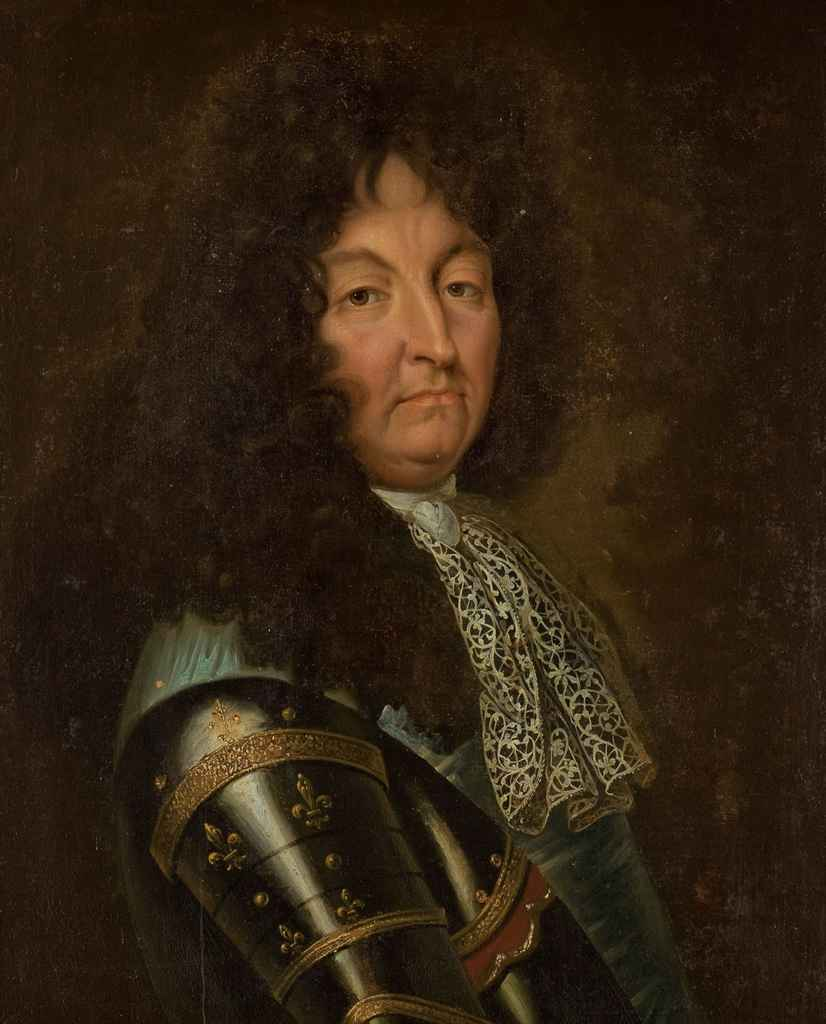
Ludwik XIV to najdłużej panujący monarcha w historii.

Lista najdłużej pełniących urząd przywódców państw obejmuje osoby, które pełniły – bądź pełnią nadal – funkcję głowy państwa przez 50 lub więcej lat jako monarchowie, prezydenci, premierzy (z faktyczną władzą), przywódcy rządzącej partii (z faktyczną władzą).
Najdłużej panującym monarchą w historii był prawdopodobnie władca starożytnego Egiptu Pepi II, który według części badaczy rządził przez 94 lata – od 2278 p.n.e. do 2184 p.n.e.
Innymi władcami którzy mogą być wymieniani jako najdłużej panujący w historii to dwóch japońskich cesarzy: Kōan, który miał panować w latach 392–291 p.n.e., czyli 101 lat oraz Suinin, który miał panować w latach 29 p.n.e.-70, czyli 99 lat – lecz są oni uznawani przez historyków za postacie legendarne.
Z kolei Otto von Habsburg był osobą najdłużej w historii pretendującą do tronu – jako tytularny król Węgier i Czech – od śmierci swego ojca Karola I w 1922 do własnej śmierci w 2011 – czyli przez 89 lat.
Biorąc jednak pod uwagę pewną i udokumentowaną długość panowania, najdłużej urzędującym przywódcą w historii był Sobhuza II, król Eswatini który panował w l. 1899-1982 – łącznie 82 lata, lecz do 1921 sprawowana była w jego imieniu regencja i dopiero od tego momentu rozpoczął on w pełni samodzielne rządy. Podobnie jeśli chodzi o długość panowania było w przypadku Ludwika XIV, króla Francji, który panował łącznie 72 lata, lecz samodzielne rządy sprawował łącznie przez 54 lata.
Władcą, który najdłużej sprawował w pełni samodzielne rządy, była królowa Wielkiej Brytanii Elżbieta II, która panowała przez 70 lat. Z przywódców niebędących monarchami najdłużej rządził przywódca Kuby Fidel Castro, który rządził Kubą przez 52 lata (1959–2011). Najdłużej rządzącą kobietą była królowa Wielkiej Brytanii, Elżbieta II, która sprawowała rządy w latach 1952–2022.
| Przywódca                         | Portret | Państwo                                                              | Sprawowany urząd                     | Początek sprawowania urzędu | Koniec sprawowania urzędu | Czas sprawowania urzędu |
| --------------------------------- | ------- | -------------------------------------------------------------------- | ------------------------------------ | --------------------------- | ------------------------- | ----------------------- |
| Ludwik XIV                        |         | Francja · Andora                                                     | król współksiążę                     | 14 maja 1643                | 1 września 1715           | 72 lata i 110 dni       |
| Elżbieta II                       |         | Wielka Brytania i dependencje · Australia · Kanada · Nowa Zelandia   | królowa                              | 6 lutego 1952               | 8 września 2022           | 70 lat 214 dni          |
| Rama IX Bhumibol Adulyadej        |         | Tajlandia                                                            | król                                 | 9 czerwca 1946              | 13 października 2016      | 70 lat i 126 dni        |
| Jan II                            |         | Liechtenstein                                                        | książę                               | 12 listopada 1858           | 11 lutego 1929            | 70 lat i 91 dni         |
| Karol August                      |         | Saksonia-Weimar i Saksonia-Eisenach od 1809 Saksonia-Weimar-Eisenach | książę od 1809 wielki książę         | 7 czerwca 1758              | 14 czerwca 1828           | 70 lat i 12 dni         |
| Fryderyk V                        |         | Austria                                                              | arcyksiążę                           | 10 czerwca 1424             | 19 sierpnia 1493          | 69 lat i 70 dni         |
| K’inich Janaab’ Pakal             |         | Palenque                                                             | król                                 | 29 lipca 615                | 28 sierpnia 683           | 68 lat i 33 dni         |
| Franciszek Józef                  |         | Cesarstwo Austrii · od 1867 Austro-Węgry                             | cesarz i król                        | 2 grudnia 1848              | 21 listopada 1916         | 67 lat i 355 dni        |
| Bazyli II                         |         | Cesarstwo Bizantyńskie                                               | cesarz                               | 22 kwietnia 960             | 15 grudnia 1025           | 65 lat 237 dni          |
| Ferdynand I Sycylijski            |         | Sycylia · Królestwo Obojga Sycylii                                   | król                                 | 6 października 1759         | 4 stycznia 1825           | 65 lat i 90 dni         |
| Wiktoria                          |         | Wielka Brytania                                                      | królowa                              | 20 czerwca 1837             | 22 stycznia 1901          | 63 lata i 216 dni       |
| Fryderyk August I                 |         | Saksonia                                                             | elektor, książę, król                | 17 grudnia 1763             | 5 maja 1827               | 63 lata i 139 dni       |
| Jakub I Zdobywca                  |         | Aragonia                                                             | król                                 | 12 września 1213            | 27 lipca 1276             | 62 lata i 319 dni       |
| Hirohito                          |         | Japonia                                                              | cesarz                               | 25 grudnia 1926             | 7 stycznia 1989           | 62 lata i 13 dni        |
| Kangxi                            |         | Chiny                                                                | cesarz                               | 7 lutego 1661               | 20 grudnia 1722           | 61 lat i 316 dni        |
| Tuanku Abdul Halim                |         | Kedah (Malezja)                                                      | sułtan                               | 15 lipca 1958               | 13 grudnia 2016           | 61 lat i 233 dni        |
| Chrystian IV                      |         | Dania · Norwegia                                                     | król                                 | 4 kwietnia 1588             | 28 lutego 1648            | 59 lat i 330 dni        |
| Jerzy III                         |         | Wielka Brytania · Hanower                                            | król, elektor, od 1814 król          | 25 października 1760        | 29 stycznia 1820          | 59 lat, 121 dni         |
| Honoriusz III                     |         | Monako                                                               | książę                               | 7 listopada 1733            | 19 stycznia 1793          | 59 lat, 63 dni          |
| Barnim I                          |         | Księstwo szczecińskie                                                | książę                               | 23 stycznia 1220            | 13 grudnia 1278           | 58 lat i 324 dni        |
| Piotr II                          |         | Brazylia                                                             | cesarz                               | 7 kwietnia 1831             | 15 listopada 1889         | 58 lat i 251 dni        |
| Ludwik XV                         |         | Francja · Andora                                                     | król współksiążę                     | 1 września 1715             | 10 maja 1774              | 58 lat i 222 dni        |
| Mikołaj I                         |         | Czarnogóra                                                           | książę król                          | 13 sierpnia 1860            | 26 listopada 1918         | 58 lat i 105 dni        |
| Wilhelmina                        |         | Holandia                                                             | królowa                              | 23 listopada 1890           | 4 września 1948           | 57 lat i 286 dni        |
| Jakub VI                          |         | Szkocja                                                              | król                                 | 24 lipca 1567               | 27 marca 1625             | 57 lat i 270 dni        |
| Władysław II Jagiełło             |         | Wielkie Księstwo Litewskie                                           | wielki książę, najwyższy książę      | 1377                        | 1 czerwca 1434            | 57 lat                  |
| Hassanal Bolkiah                  |         | Brunei                                                               | sułtan                               | 5 października 1967         | nadal                     | 57 lat 261 dni          |
| Alfons VIII                       |         | Kastylia                                                             | król                                 | 31 sierpnia 1158            | 5 października 1214       | 56 lat i 35 dni         |
| Rainier III                       |         | Monako                                                               | książę                               | 9 maja 1949                 | 6 kwietnia 2005           | 55 lat i 332 dni        |
| Sisavang Vong                     |         | Luang Prabang · Laos                                                 | król                                 | 26 marca 1904               | 29 października 1959      | 55 lat i 217 dni        |
| Thubten Gjaco                     |         | Tybet                                                                | XIII dalajlama                       | 31 lipca 1879               | 17 grudnia 1933           | 54 lata i 140 dni       |
| Sultan III ibn Muhammad al-Kasimi |         | Szardża (ZEA)                                                        | emir                                 | 25 stycznia 1972            | nadal                     | 53 lata 149 dni         |
| Fidel Castro                      |         | Kuba                                                                 | premier, prezydent i I Sekretarz PCC | 1 stycznia 1959             | 19 kwietnia 2011          | 52 lata i 124 dni       |
| Abdullah I                        |         | Kuwejt                                                               | emir                                 | 1762 (sporne)               | 1814                      | 52 lata                 |
| Małgorzata II                     |         | Dania                                                                | królowa                              | 14 stycznia 1972            | 14 stycznia 2024          | 52 lata                 |
| Kazimierz Jagiellończyk           |         | Wielkie Księstwo Litewskie                                           | wielki książę                        | 29 czerwca 1440             | 7 czerwca 1492            | 51 lat i 343 dni        |
| Haakon VII                        |         | Norwegia                                                             | król                                 | 18 listopada 1905           | 21 września 1957          | 51 lat i 307 dni        |
| Yeongjo                           |         | Korea                                                                | król                                 | 30 sierpnia 1724            | 5 marca 1776              | 51 lat i 188 dni        |
| Franciszek Józef II               |         | Liechtenstein                                                        | książę                               | 25 lipca 1938               | 13 listopada 1989         | 51 lat i 111 dni        |
| Karol XVI Gustaw                  |         | Szwecja                                                              | król                                 | 15 września 1973            | nadal                     | 51 lat 281 dni          |
| Piotr IV Aragoński                |         | Aragonia                                                             | król                                 | 25 stycznia 1327            | 21 czerwca 1377           | 50 lat i 347 dni        |
| Edward III                        |         | Anglia                                                               | król                                 | 25 stycznia 1327            | 21 czerwca 1377           | 50 lat i 147 dni        |
| Iwan IV Groźny                    |         | Wielkie Księstwo Moskiewskie · od 1547 Rosja                         | wielki książę, car                   | 3 grudnia 1533              | 18 marca 1584             | 50 lat i 116 dni        |
| Chlotar I                         |         | Królestwo Franków/Neustria                                           | król                                 | 511                         | 561                       | ok. 50 lat              |
| Zygmunt Luksemburski              |         | Węgry                                                                | król                                 | marzec 1387                 | 9 grudnia 1437            | ok. 50 lat              |